# Околоушна слюнчена жлеза
Паротидна жлеза (на латински glandula parotidea или glandula parotis) се нарича най-голямата слюнчена жлеза в организма. Тя е една от трите чифтни големи слюнчени жлези.
Жлезата лежи в regio parotideomasseterica, непосредствено пред и под външния слухов отвор. Разположена е върху дъвкателния мускул (musculus masseter), клона на долната челюст (мандибула) и долночелюстната става. Горната ѝ част достига до ябълчната дъга, а долната – до нивото на долночелюстния ъгъл (angulus mandibulae). Тялото на жлезата има тристеннопризматична форма и на него се различават две части – дълбока и повърхностна. Освен това в посока напред, назад и медиално (навътре към гълтача) има по един обособен израстък.
При възрастни индивиди glandula parotis тежи 20 – 30 грама. Тялото на жлезата е обхванато от съединителнотъканна капсула, която се разклонява във вътрешността и образува преградки посредством, което се обособяват 5 – 6 големи дяла. Именно делчестият строеж на glandula parotis обуславя възможността за слаби размествания на отделните делчета едно спрямо друго при хранене.
Слюнкоотводния канал на жлезата се образува в нейното тяло от обединяването на голямокалибрените делчеви канали. Той е дълъг 4 – 5 см., дебел е 2 мм и има лумен от 0,9 мм., ходът му отговаря приблизително на линията, която свързва антитаргуса с устния ъгъл. Като преминава над m. masseter, той достига областта на бузата, пробива нейния мускул и се отваря в устното преддверие на върха на т.нар. papilla ductus parotidei, разположена срещу втория горен кътник.